# Lo mejor de Marta Sánchez
Lo mejor de Marta Sánchez es el segundo álbum recopilatorio y séptimo en general de la cantante española Marta Sánchez. Fue editado el 22 de noviembre de 2004 bajo la producción de Carlos Jean. 

## Información general
El álbum estuvo nuevamente bajo el sello de Universal Music debido a que MUXXIC fue absorbida por esta debido a la difícil situación que atravesaba la industria discográfica. El álbum contiene 12 canciones que fueron lanzadas como sencillos durante su carrera en solitario, con tres canciones nuevas que son “Sepárate”, “Profundo valor” y “Caradura”, y dos canciones reversionadas que son “Desesperada 2004” y “Soldados del amor 2004”. El primer y único sencillo fue Profundo valor, una canción dedicada a su hermana melliza Paz logrando ser Número 1 en Panamá.

## CD
| #  | Título                            | Composición                                                              | Duración |
| -- | --------------------------------- | ------------------------------------------------------------------------ | -------- |
| 1  | Sepárate                          | Carlos Jean/Marta Sánchez/Eva Manzano                                    | 3:08     |
| 2  | Profundo valor                    | Marta Sánchez                                                            | 3:35     |
| 3  | Caradura                          | Carlos Jean/Marta Sánchez/Eva Manzano                                    | 3:08     |
| 4  | Desesperada 2004                  | Steven Singer/Austin Roberts                                             | 3:39     |
| 5  | Soldados del amor 2004            | Andres Levin/Nile Rogers                                                 | 4:52     |
| 6  | Soy yo                            | Mark Tylor, Paul Barry/Adaptación: Marta Sánchez                         | 4:00     |
| 7  | Sigo intentando                   | Marta Sánchez                                                            | 3:57     |
| 8  | No te quiero más                  | Marivana Viscuso                                                         | 4:13     |
| 9  | Desconocida                       | Steven M. Deutsch                                                        | 4:38     |
| 10 | Quiero más de ti                  | Bernd Meinunger/Carlos Toro/Alfons Weindorf                              | 3:26     |
| 11 | Y sin embargo te quiero           | Quintero/Rafael de León                                                  | 4:31     |
| 12 | Moja mi corazón                   | Andres Levin/Camus Celli/Fernando Osorio                                 | 4:56     |
| 13 | Amor perdido                      | Max Di Carlo/Christian de Walden/Carlos Toro                             | 4:11     |
| 14 | La belleza                        | Carlos Toro                                                              | 3:32     |
| 15 | Arena y sol                       | Max Di Carlo/Christian de Walden/Carlos Toro/Lori Barth                  | 3:16     |
| 16 | Dime la verdad                    | Max Di Carlo/Christian de Walden/Margaret Harris/Adaptación: Carlos Toro | 4:10     |
| 17 | De mujer a mujer                  | Carlos Toro                                                              | 4:48     |
| 18 | Profundo valor (versión acústica) | Marta Sánchez                                                            | 3:33     |

## DVD
| #  | Título           | Dirección                   |
| -- | ---------------- | --------------------------- |
| 1  | Soy yo           | Juan Lluis Arruga           |
| 2  | Sigo intentando  | Cesar Lucadamo              |
| 3  | Quiero más de ti | Marta Sánchez (codirección) |
| 4  | Desconocida      | Luis del Amo                |
| 5  | Perfect stranger | Luis del Amo                |
| 6  | Moja mi corazón  | Alejandro Toledo            |
| 7  | Dime la verdad   | Juan Lluis Arruga           |
| 8  | De mujer a mujer | -                           |
| 9  | Desesperada      | Alberto Esquianma           |
| 10 | Desperate lovers | Alberto Esquianma           |

El DVD incluye un extra con una galería de fotos seleccionada por Marta, un marketing del videoclip Desesperada y una entrevista íntima realizada por su exmarido Jesús Cabanas.

## Semanales
| País   | Ranking         | Primera semana | Posición de ingreso | Mejor posición | Semanas en la mejor posición | Semanas en el ranking | Última semana |
| ------ | --------------- | -------------- | ------------------- | -------------- | ---------------------------- | --------------------- | ------------- |
| Europa |                 |                |                     |                |                              |                       |               |
| España | Top 100 álbumes | 22/11/2004     | 24                  | 1              | 1                            | 18                    | 09/10/2005    |